# Gällersta distrikt
Gällersta distrikt är från 2016 ett distrikt i Örebro kommun och Örebro län.
Distriktet ligger söder om Örebro.

## Tidigare administrativ tillhörighet
Distriktet inrättades 2016 och utgörs av socknen Gällersta i Örebro kommun.
Området motsvarar den omfattning Gällersta församling hade vid årsskiftet 1999/2000.